# 阿莱堡
阿莱堡（法語：La Ferté-Alais，法語發音：[la fɛʁte alɛ] ⓘ）是法国法蘭西島大區埃松省的一个市镇，属于埃唐普区。

## 地理
阿莱堡（48°28'58"N, 2°20'55"E）面积4.55 平方千米，位于法国法蘭西島大區埃松省，该省份为法国北部内陆省份，北起上塞纳省和马恩河谷省，西接厄尔-卢瓦省和伊夫林省，南至卢瓦雷省，东临塞纳-马恩省。
与阿莱堡接壤的市镇（或旧市镇、城区）包括：博尔讷、塞尔尼、迪松-隆格维尔、埃松河畔吉涅维尔、维代勒。
阿莱堡的时区为UTC+01:00、UTC+02:00（夏令时）。

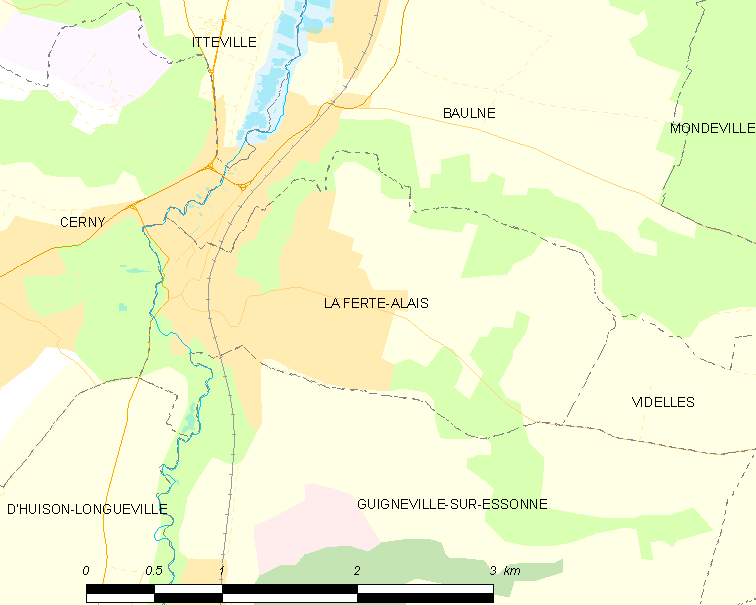
阿莱堡的OSM定位图

## 行政
阿莱堡的邮政编码为91590，INSEE市镇编码为91232。

## 政治
阿莱堡所属的省级选区为梅讷西县。

## 人口

1962-2008年间阿莱堡人口变化图示

阿莱堡于2022年1月1日时的人口数量为3663人。